# 5 основно училище „Христо Ботев“ (Кюстендил)
Пето основно училище „Христо Ботев“ се намира в Кюстендил, България.
Основано е през 1966 година. В него се обучават ученици от 1 до 8 клас. Училището е с общинско финансиране. Намира се на ул. „Спартак“ № 21.

## История
На 18 ноември 1966 г. в гр. Кюстендил се открива Пето основно училище „Никола Въжаров“. Училището се помещава в новопостроена училищна сграда, с директор Христо Франсъзов и 474 ученици, разпределени в 15 паралелки. Училището разполага с 19 класни стаи, административни помещения, физкултурен салон, спортни площадки.
Като основно училището съществува до 1986 г., когато е преобразувано в ЕСПУ със спортен профил. В него се запазват общообразователните паралелки от 1 до 8 клас и се създават спортни паралелки от 6 до 12 клас. Впоследствише е преобразувано в СОУ със спортен профил.
През 2001 г. СОУ със спортен профил е преобразувано и се разделя на две учебни заведения: Спортно училище „Васил Левски“ и Пето основно училище „Христо Ботев“.

## Материална база
Училището разполага с 8 класни стаи, 1 занималня, 7 специализирани кабинета: 2 компютърни, по биология, химия, физика, за клубовете по интереси, по изобразително изкуство; мултифункционална спортна площадка с изкуствена трева, 2 волейболни площадки, 1 баскетболна, лекоатлетическа писта, физкултурен салон.